# Prasiana fallax
Genre
Synonymes
- Prasia Sørensen, 1932 nec Stål, 1863

Espèce
Synonymes
- Cynorta fallax Sørensen, 1932

Prasiana fallax, unique représentant du genre Prasiana, est une espèce d'opilions laniatores de la famille des Cosmetidae.

## Distribution
Cette espèce est endémique des Antilles.

## Description
L'holotype mesure 4,5 mm.

## Systématique et taxinomie
Cette espèce a été décrite sous le protonyme Cynorta fallax par Sørensen en 1932. Elle est placée dans le genre Prasia par Mello-Leitão en 1933. Le nom Prasia Sørensen, 1932 étant préoccupé par Prasia Stål, 1863, il est remplacé par Prasiana par Strand en 1942.

## Publications originales
- Henriksen, 1932 : « Descriptiones Laniatorum (Arachnidorum Opilionum Subordinis). Opus posthumum recognovit et edidit Kai L. Henriksen. » Det Kongelige Danske Videnskabernes Selskabs skrifter, Naturvidenskabelig og Mathematisk Afdeling, sér. 9, vol. 3, no 4, p. 197–422.
- Strand, 1942 : « Miscellanea nomenclatoria zoologica et Paleontologica X. » Folia Zoologica et Hydrobiologica, vol. 11, p. 386–402.